# Mauvezin-d'Armagnac

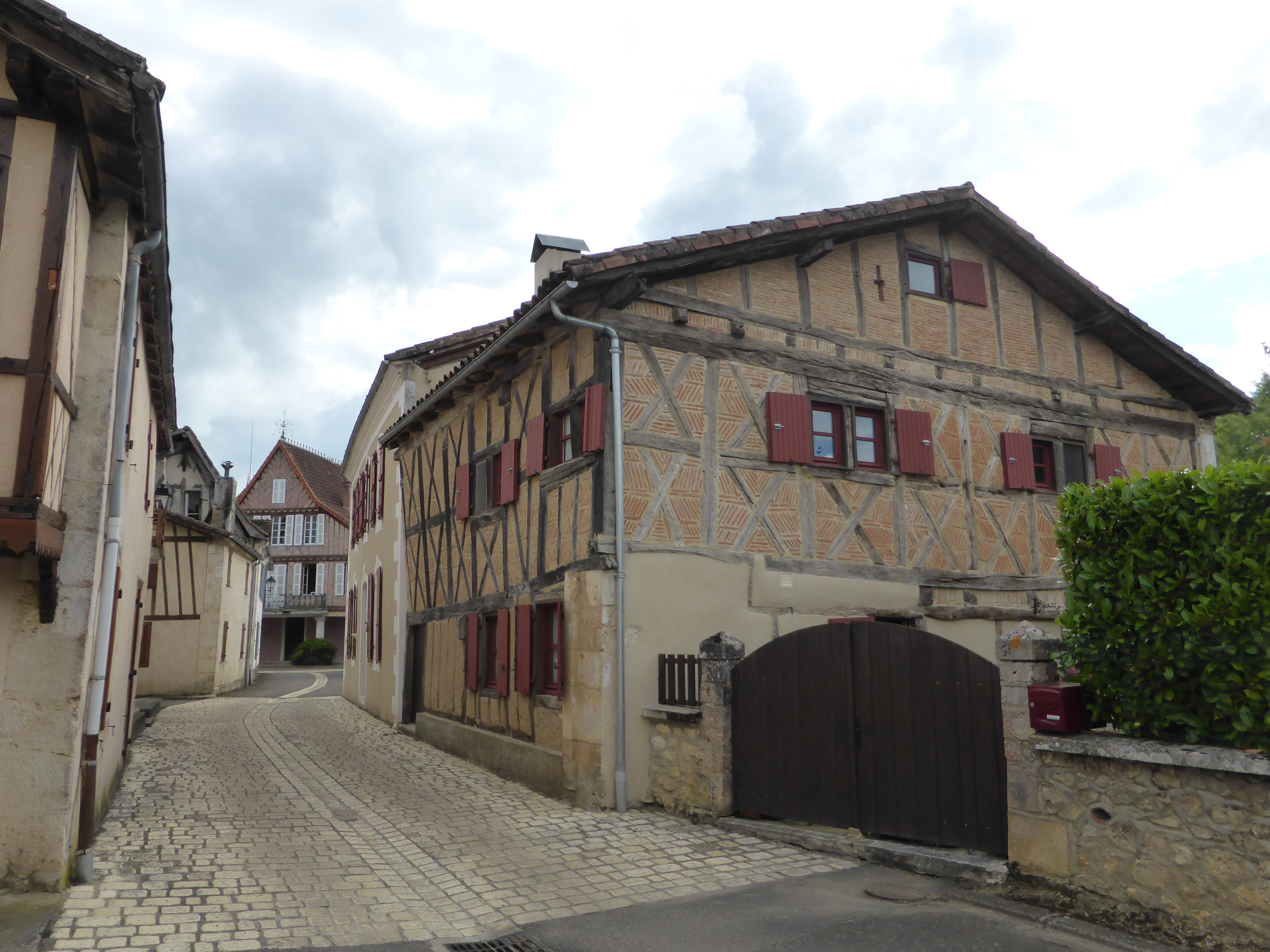

Mauvezin-d'Armagnac is een gemeente in het Franse departement Landes (regio Nouvelle-Aquitaine) en telt 106 inwoners (2009). De plaats maakt deel uit van het arrondissement Mont-de-Marsan.
Rond het historisch centrum van de gemeente liggen verschillende wijndomeinen.

## Geschiedenis
De plaats is ontstaan rond een mottekasteel gebouwd langsheen een beek. De kerk werd gebouwd in 1026. In de 12e eeuw werd een nieuw kasteel gebouwd. In 1280 werd Mauvezin opgericht als een bastide door koning Eduard I van Engeland en Guillaume de Mauvezin. Maar de plannen voor de bastide werden maar gedeeltelijk gerealiseerd.

## Geografie
De oppervlakte van Mauvezin-d'Armagnac bedraagt 4,8 km², de bevolkingsdichtheid is dus 22,1 inwoners per km².
De onderstaande kaart toont de ligging van Mauvezin-d'Armagnac met de belangrijkste infrastructuur en aangrenzende gemeenten.

## Demografie
Onderstaande figuur toont het verloop van het inwonertal (bron: INSEE-tellingen).